# Lijst van wodkamerken
Dit is een lijst van wodkamerken.

## Buiten alfabet
- 1822 Vodka (Frankrijk)
  - 1822 Blue
  - 1822 Citron
  - 1822 Orange
  - 1822 Rose
  - 1822 Cola

## A
- Absolut (Zweden)
  - Absolut Blue
  - Absolut Citron
  - Absolut Kurant
  - Absolut Peppar
- Amsterdam Republic (Nederland)
- Altaï Sibirskaya vodka (Rusland)
- Aslanov (België)
  - Aslanov Vodka
  - Aslanov Lemon
  - Aslanov Blackcurrant

## B
- Bajoru (Litouwen)
- Barclay's (Verenigde Staten)
- Barton (Verenigde Staten)
- Belvedere (Polen)
- Beluga (Rusland)
- Black Death (Groot-Brittannië)
- Blavod (Groot-Brittannië)
- Blut Wodka (Nederland)
- Bols Vodka (Nederland / Polen), ook bekend als Bolskaya

## C
- Cardinal Ultimate (Nederland)
- Carpathia vodka (Roemenië)
- Chopin wodka (Polen)
- Ciroc (Frankrijk)
- Cossack (Groot-Brittannië)
- Cracovia (Polen)
- Cristalnaya (Groot-Brittannië)
- Crystal Palace Vodka (Groot-Brittannië)
- Czarina Vodka (Verenigde Staten)

## D
- Danzka (Denemarken)
  - Danzka Blue
  - Danzka Citron
  - Danzka Currant
  - Danzka Red

## E
- Eristoff (Georgië)
- Elduris (IJsland)
  - Elduris Vodka
  - Elduris Citrus
- Esbjaerg Vodka (Nederland)
- Extra Żytnia (Polen)

## F
- Fiddler Vodka (Polen)
- Finlandia (Finland)
  - Finlandia Vodka
  - Finlandia Arctic Cranberry
  - Finlandia Arctic Pineapple
- Fleischmann's Royal Vodka (Verenigde Staten)
- French Alps Vodka (Frankrijk)
- Frïs Vodka (Denemarken)
- Flirt Vodka (Bulgarije)

## G
- Glenmore Vodka (Verenigde Staten)
- Gorbatschow (Duitsland)
- Gordan's Vodka (Verenigde Staten)
  - Gordan's Regular
  - Gordan's Citrus
  - Gordan's Orange
  - Gordan's Wildberry
- Gorter (Nederland)
- Grey Goose (Frankrijk)

## H
- Hooghoudt Wodka (Nederland)
- Huzzar Vodka (Ierland)

## I
- Iceberg (Canada)
- Ikonova (Frankrijk)
- Iskra Vodka (België)

## J
- Jarzębiak (Polen)

## K
- Koskenkorva (Finland)
- Krakus (Polen)
- Krepkaya (Rusland)
- Królewska (Polen)
- Krupnik (Polen)
- Knebeb (Spanje)

## L
- Luksusowa (Polen)
- Lvivska (Oekraïne)

## M
- Monopol Vodka (Estland)
- Moskovskaya (Rusland)
  - Moskovskaya Osobaya
  - Moskovskaya Limon
  - Moskovskaya Crystal
- Mr Boston Vodka (Verenigde Staten)
  - Mr Boston Vodka Regular
  - Mr Boston Vodka Riva

## N
- Nemiroff (Oekraïne)
- Nocroni (Nederland)

## O
- Okhotnichya (Rusland)

## P
- Parliament vodka (Rusland)
- Pani Twardowska (Nederland / Polen)
- Pertsovka (Rusland)
- Pieprzówka (Polen)
- Premium Vodka (Polen)
  - Premium Regular
  - Premium Special
  - Premium Citron
  - Premium Peach
- Vodka Polar Bear (Nederland)
- Puschkin (Duitsland)
  - Puschkin Black Sun
  - Pushkin Red
  - Pushkin Vodka

## R
- Rasputin Vodka (Duitsland)
  - Rasputin Magic
  - Rasputin Prestige
  - Rasputin Citrus
  - Rasputin Cranberry
- Royalty Vodka (Nederland)
- Russkij Standart (Rusland)
- Rutte Wodka (Nederland)

## S
- Schenley Vodka (Verenigde Staten)
- Selekt Vodka (Groot-Brittannië)
- Sibirskaya (Rusland)
- Skol Vodka (Verenigde Staten)
- SKYY (Verenigde Staten)
- Smirnoff (oorspronkelijk Russisch, sinds 1934 Amerikaans)
  - Smirnoff Red
  - Smirnoff Blue
  - Smirnoff Black (Rusland)
  - Smirnoff Citrus
- Sobieski (Polen)
- Soplica (Polen)
- Starka (Polen)
- Stock (Polen)
- Stolichnaya (Rusland)
  - Stolichnay Regular
  - Stolichnay Crystal
  - Stolichnay Limon
- Svajak (Wit-Rusland)

## T
- Tanqueray Sterling (Groot-Brittannië)
  - Tanqueray Sterling Regular
  - Tanqueray Sterling 100% Proof
  - Tanqueray Sterling Citrus
- Tinda Vodka (IJsland)

## U
- Ultraa (Rusland)
- Ursus (IJsland)

## V
- Van Gogh Vodka (Nederland)
- Van Hoo Vodka (België)
- Veld, tulpenwodka / tulip vodka (Nederland)
- Vikingfjord (Noorwegen)
  - Vikingfjord Blue
  - Vikingfjord Red
- Virgin Vodka (Groot-Brittannië)
- Viru Valge (Estland)
- Vladivar (Groot-Brittannië)
- Vodka Von Haüpold (Spanje)

## W
- White Bear (Bulgarije)
- Wyborowa (Polen)
  - Wyborowa Regular
  - Wyborowa Pepper
  - Wyborowa Lemon
  - Wyborowa Orange
  - Wyborowa Peach
  - Wyborowa Pineapple
- Wísniówka (Polen)

## X
- Xan Vodka (Azerbeidzjan)

## Ż
- Żołądkowa gorzka (Polen)
- Żubrówka (Polen, Wit-Rusland). Ook bekend als Grasovka